# Małgorzata Szyszka
Małgorzata Szyszka – reżyserka i animatorka kultury.
Jest absolwentką Wydziału Wiedzy o Teatrze Akademii Teatralnej w Warszawie. W 2004 roku uzyskała dyplom reżysera. Prowadzi warsztaty teatralne dla dzieci i młodzieży, pisze dramaty, reżyseruje filmy i spektakle. Stworzyła i prowadzi Stowarzyszenie "Grupa Przedsięwzięć Teatralno-Medialnych".

## Twórczość
Stworzyła spektakle:
- Dwa razy dwa – cztery, czyli wszystko, co piękne i wzniosłe na podstawie opowiadań Fiodora Dostojewskiego (1999; nagroda za scenariusz podczas 32 OFTJA we Wrocławiu[1])
- Flirt według utworów prozatorskich Mirona Białoszewskiego (2000)[2]
- Portret młodego aktora – jestem gotowy na spotkanie z samym sobą (wyróżnienie w konkursie komediopisarskim Talia'99 w Tarnowie)
- Streetwalker – spacerując ulicami miasta (2002)[3]
- Stójka – na podstawie zeznań i utworów Brunona Jasieńskiego (2003)[4]
- Futuryzacja życia – machina współczesności (2004)
- widowisko muzyczne Splendid (2006)
- Listy do Skręcipitki (2013)[5][6][7]

Wyreżyserowała filmy dokumentalne:
- Brunonalia (2004)[8]
- Dziedzictwo Majów (2005)[9]

- Wyprawa do Gwatemali (2005)
- Śladami Zbigniewa Herberta po Lwowie (2008)
- Historia pewnej ryciny ... Fryderyk Chopin w Wielkopolsce (2008)
- Śladami Fiodora Dostojewskiego po Petersburgu (2008)
- Grotowski w Meksyku. Nie zatrzymujcie się (2010)[10]
- Doktór polskich orłów (2021)[11][12]
- Magia Podlasia - Szeptuchy (2023)[13][14][15][16]

Zajmuje się również prowadzeniem warsztatów teatralnych i różnymi działaniami animacyjnymi – jest autorką projektu "Dziwierz", cyklu warsztatów artystycznych przeznaczonych głównie dla młodzieży z ośrodków szkolno-wychowawczych, lecz także dla dzieci na prowincji. Realizowała również projekt "Kolorowe podwórka". Pięciokrotnie współtworzyła program artystyczny Brunonaliów w Klimontowie.